# Neerloon
Neerloon est un petit village néerlandais de la commune d'Oss du nord-est de la province du Brabant-Septentrional. Neerloon compte 238 habitants en 2005.

## Étymologie
Le nom était d'abord Loen, ensuite Loon, et pour le distinguer d'Overloon, on a changé le nom en Neerloon.

## Histoire
La localité a ses origines du temps des Romains près d'un gué sur la Meuse. Neerloon était un fief des Seigneurs de Cuijk, sous l'évêché de Liège. De 800 à 1200 environ, Neerloon a été une île, puis s'est trouvé sur la rive gauche de la Meuse formant ainsi après 1200 une enclave de Cuijk au Pays de Herpen, devenu en 1380 Pays de Ravenstein.

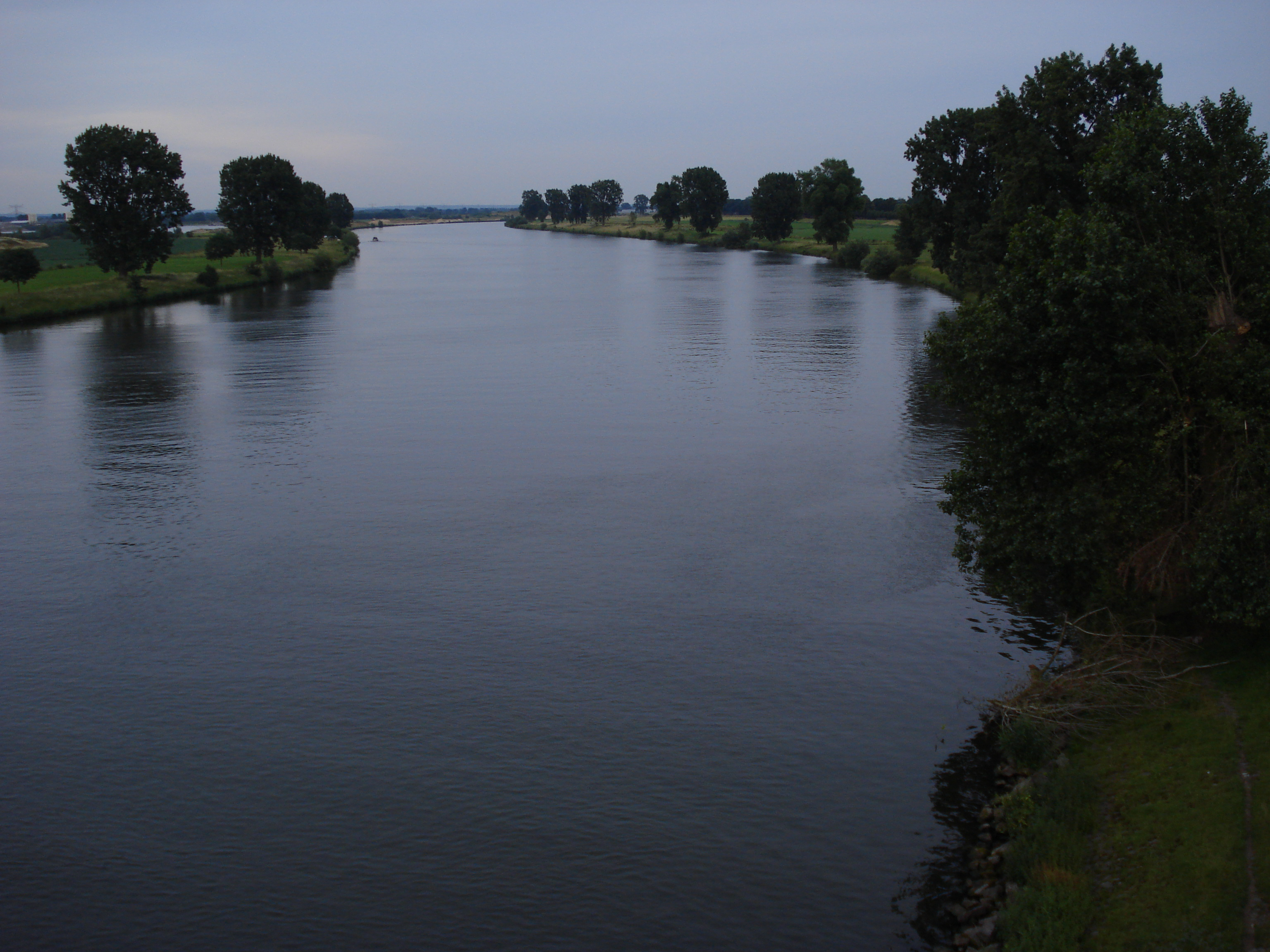
Neerloon, la Meuse au crépuscule.

Le XIVe siècle est le siècle des premiers endiguements de la Meuse et Neerloon se retrouve sis contre la digue du fleuve en amont de Ravenstein. Jusqu'au XXe siècle, le village a souvent souffert d'inondations et ne s'est pas développé. Ainsi, en 1795 le village n'a pas encore de membre au collège des échevins.
Vers 1813, à la formation du Royaume des Pays-Bas, Neerloon est attaché à Huisseling pour former la commune de Huisseling en Neerloon, aussi appelée Huisseling c.a.. Cette ancienne commune est attachée en 1923 à l'ancienne commune de Ravenstein (Pays-Bas) qui, fait exceptionnel, a choisi de s'attacher librement en 2003 à la commune d'Oss.

## Monuments
Malgré les ravages des inondations, Neerloon possède de belles fermes anciennes, dont plusieurs sont déclarées monument national.

### L'église

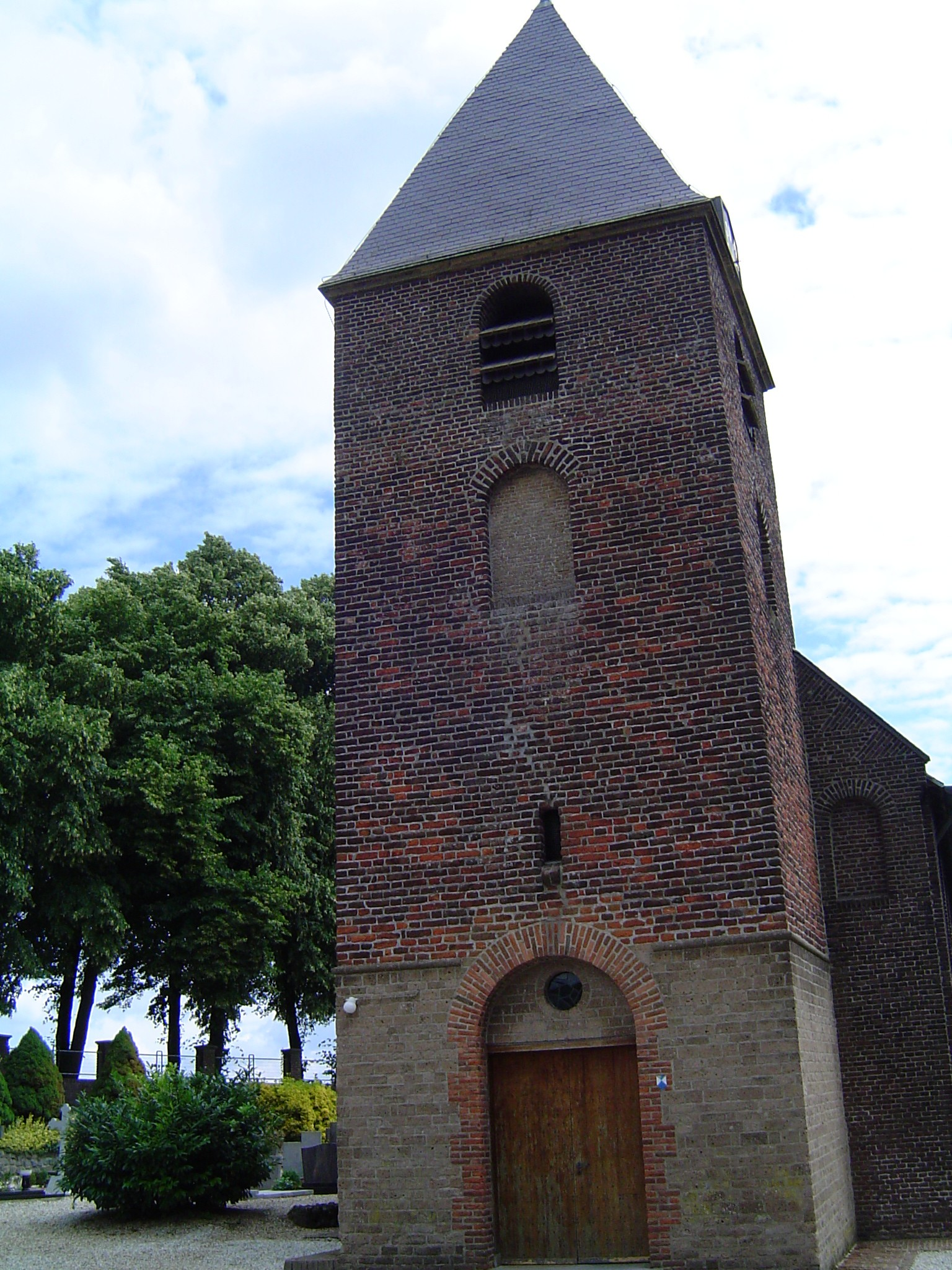
Neerloon, la vieille tour de l'église.

Neerloon a eu la première église en pierre du Brabant-Septentrional, consacrée à Saint Victor de Xanten, martyr du IVe siècle. Le bâtiment était en tuf, que l'on avait pu charrier par voie d'eau de la région volcanique de l'Eifel. L'église a tellement souffert de l'inondation de 1820 qu'on a dû construire une nouvelle église. Seulement la partie basse de la tour contient encore du tuf de l'église du XIe.
L'église possède un orgue de 1848 du fameux facteur d'orgues F.C.Smits à Reek, tous les tuyaux sont originaux et intacts.